# Бакнинь (провинция)
Бакни́нь (вьет. Bắc Ninh) — провинция в северной части Вьетнама, в дельте реки Хонгха. Площадь — 822,7 км². Административный центр — город провинциального подчинения Бакнинь. Провинция является самой маленькой во Вьетнаме по площади и отличается самой большой в стране плотностью населения.

## Административное деление
В административном отношении делится на:
- город провинциального подчинения Бакнинь;
- город Тышон;

и 6 уездов:
- Зябинь (Gia Bình);
- Лыонгтай (Lương Tài);
- Кюэво (Quế Võ);
- Тхуантхань (Thuận Thành);
- Тьензу (Tiên Du);
- Йенфонг (Yên Phong).

## Население
Население провинции по данным на 2014 год составляет 1 131 200 человек. Плотность населения — 1375 чел/км². Этнические вьетнамцы составляют 99,67 % населения.
Динамика численности населения по годам:
| 2000    | 2002    | 2004    | 2006    | 2008      | 2010      | 2012      | 2014      |
| ------- | ------- | ------- | ------- | --------- | --------- | --------- | --------- |
| 950 600 | 967 600 | 983 200 | 999 800 | 1 018 100 | 1 041 200 | 1 085 800 | 1 131 200 |

## Достопримечательности
Деревня Донгхо известна как место рождения традиционной вьетнамской ксилографии донгхо.
Пагода Бут-Тхап.